# روث آموس
روث آموس (بالإنجليزية: Ruth Amos)‏ هي مهندسة بريطانية، ولدت في 13 ديسمبر 1989.